# Риашу-ди-Санту-Антониу
Риашу-ди-Санту-Антониу (порт. Riacho de Santo Antônio) — муниципалитет в Бразилии, входит в штат Параиба. Составная часть мезорегиона Борборема. Входит в экономико-статистический микрорегион Карири-Ориентал. Население составляет 1406 человек на 2006 год. Занимает площадь 91,322 км². Плотность населения — 15,4 чел./км².

## Статистика
- Валовой внутренний продукт на 2003 год составляет 4 993 604,00 реалов (данные: Бразильский институт географии и статистики).
- Валовой внутренний продукт на душу населения на 2003 год составляет 3637,00 реалов (данные: Бразильский институт географии и статистики).
- Индекс развития человеческого потенциала на 2000 год составляет 0,589 (данные: Программа развития ООН).